# Rüstmasse
Mit Rüstmasse (auch: Rüstgewicht; Formelzeichen: GRüst, Dimension: kg) bezeichnet man bei einem Flugzeug das Gesamtgewicht von Flugzeugzelle, Motoren sowie der ständigen und zusätzlichen Ausrüstung. Durch Wegfall der zusätzlichen Ausrüstung ergibt sich die Leermasse. Die Summe von Rüstmasse und Zuladung ergibt die Startmasse eines Flugzeugs.